# Бжезе (Буський повіт)
Бжезе (пол. Brzezie) — село в Польщі, у гміні Віслиця Буського повіту Свентокшиського воєводства.
Населення — 145 осіб (2011).
У 1975-1998 роках село належало до Келецького воєводства.

## Демографія
Демографічна структура на день 31 березня 2011 року:
|          | Загалом | Допрацездатний вік | Працездатний вік | Постпрацездатний вік |
| -------- | ------- | ------------------ | ---------------- | -------------------- |
| Чоловіки | 72      | 19                 | 47               | 6                    |
| Жінки    | 73      | 12                 | 40               | 21                   |
| Разом    | 145     | 31                 | 87               | 27                   |